# Mirandia
Mirandia é um género botânico pertencente à família das orquídeas (Orchidaceae).